# Agnodice

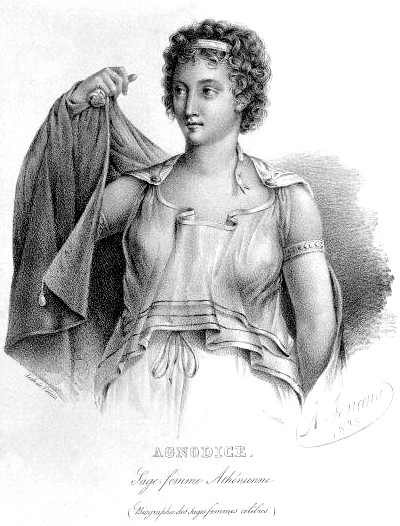
Agnodice tar av sig kläderna och visar att hon är kvinna.

Agnodice eller Agnodike var Atens första kvinnliga läkare, barnmorska och gynekolog. Hon föddes i Aten cirka tre århundraden före Kristus, men utbildades i Alexandria i Egypten, där kvinnor utövade en central roll inom medicinen.
Väl tillbaka i Aten klädde Agnodice ut sig till man för att få praktisera sitt yrke. Hennes konkurrenter, avundsjuka på hennes framgång, anklagade henne för att förföra sina patienter. Vid rättegången avslöjade Agnodice att hon var kvinna, varpå hon istället anklagades för att ha utövat sitt yrke i trots mot lagen. Agnodices patienter försvarade henne då, varpå lagen ändrades och hon fick fortsätta sin läkargärning.
Agnodice är huvudperson i en berättelse av Hyginus (cirka 64 f.Kr.–17 e.Kr.) och hon kan ha varit en påhittad karaktär.
Oavsett om Agnodice funnits eller inte, har hon länge utgjort en inspiration för kvinnor inom medicin.  
Agnodice Foundation är en schweizisk organisation som arbetar för trans- och intersexrättigheter.